# Iglica

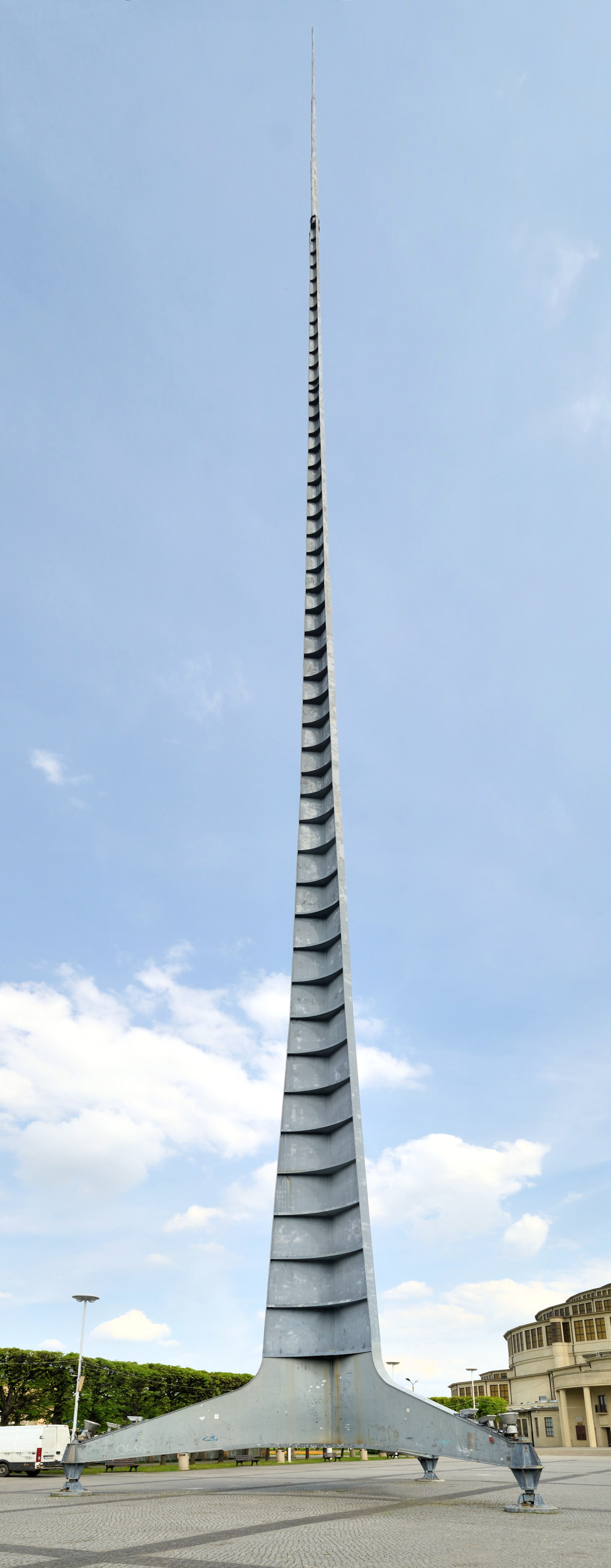
Iglica

Die Iglica (deutsch Nadel) ist ein nadelförmiges Bauwerk in Breslau, Polen. Das Ensemble aus Iglica und der Jahrhunderthalle zählt zu den Wahrzeichen der Stadt.

## Geschichte
Die Iglica wurde im Jahr 1948 nach einem Entwurf des Ingenieurs Stanisław Hempel anlässlich der in Breslau abgehaltenen Ausstellung der „wiedergewonnenen Gebiete“ errichtet und war ursprünglich 106 Meter hoch.
Auf dem Turm wurden anfänglich Spiegel installiert, die, angestrahlt, Lichteffekte bieten sollten. Sie wurden am 20. Juli 1948 während eines Unwetters zerstört. Ihre Reste wurden im Oktober 1948 von zwei studentischen Kletterern entfernt.
Seit dem Jahr 1964 beträgt die Höhe des teilweise abgebauten Turms nur noch 90 Meter. Im Jahr 2016 wurde die Iglica saniert und dabei mit einem neuen Anstrich versehen. Zu diesem Zweck wurde sie in Richtung der ehemals überdachten Stelen umgelegt.